# 岐阜聖徳学園大学附属幼稚園
岐阜聖徳学園大学附属幼稚園（ぎふしょうとくがくえんだいがくふぞくようちえん）は、岐阜県岐阜市柳津町にある仏教系の私立幼稚園。
大学から附属の中学校・小学校まで同じ地域にある。高等学校は岐阜市中鶉にある。

## 対象園児
- 3歳～5歳

## 所在地
- 岐阜県岐阜市柳津町高桑西1-1